# Theridiosoma goodnightorum
Theridiosoma goodnightorum is een spinnensoort in de taxonomische indeling van de parapluspinnen (Theridiosomatidae).
Het dier behoort tot het geslacht Theridiosoma. De wetenschappelijke naam van de soort werd voor het eerst geldig gepubliceerd in 1953 door Archer.